# Stanford (New York)
Stanford è un comune degli Stati Uniti d'America, situato nello stato di New York, nella contea di Dutchess.